# Ips sexdentatus
Espèce
Ips sexdentatus, communément appelé le Sténographe, est une espèce d'insectes ravageurs de l'ordre des coléoptères, et de la sous-famille des Scolytinae. Il s'attaque tout particulièrement aux pins sylvestres, pins maritimes et pins noirs.
Ce scolyte doit son nom latin aux six excroissances en forme de dents situées à l'arrière des élytres. Mais c'est bien avec ses mandibules qu'il perfore l'écorce.

## Description
De couleur brune, sa taille ne dépasse pas le centimètre.
Dès que la température dépasse les 15 °C, les sténographes se reproduisent. Et plus les conditions météo deviennent favorables, plus le mouvement s'amplifie. Au printemps, il faut six semaines pour créer une génération ; en été, c'est moins de quatre semaines. Durant la période hivernale, l'insecte se met en diapause : son activité et sa croissance s'arrêtent.
L'odeur du bois frais les attire. Le scolyte se nourrit de la couche tendre située sous l'écorce. En temps normal, l'arbre se défend par des écoulements de résine qui gênent la progression de l'insecte. Mais quand l'arbre est déjà affaibli et que les attaques sont trop fortes, alors il ne peut plus résister. Les scolytes le pénètrent, le colonisent, et il meurt.

## Ravages
Quand des scolytes attaquent un arbre, ils émettent des phéromones pour alerter les autres insectes. Mais quand l'arbre est plein, ils émettent d'autres phéromones pour le leur dire. Alors les insectes attaquent l'arbre d'à côté en volant de leurs petites ailes, qui offrent la particularité d'être « repliables ».
Après la tempête de 2009, l'espèce s'est attaquée de façon très importante à la forêt des Landes de Gascogne. Six, huit, voire dix millions de mètres cubes : le taux de dégâts potentiels qu'on lui prête atteint des sommets vertigineux. Après la tempête de 1999, les scolytes avaient sévi jusqu'en 2004.
Les scolytes ouvrent la voie à d'autres parasites, tels que le champignon bleu du pin maritime. Ce « bleu » conduit au déclassement du bois, qui finira en palettes alors qu'il aurait pu prétendre à un meilleur destin.
Les staphylins sont les prédateurs naturels du sténographe. Ils s'installent dans les galeries de ponte du scolyte et détruisent ses larves. Cet auxiliaire naturel est bien précieux, car il n'existe aucun traitement chimique homologué pour éradiquer le scolyte installé dans les arbres sur pied. Contrairement aux piles de bois au sol, sur lesquelles l'application d'un insecticide est autorisée.
Le seul traitement possible en cas d'attaque est de raser la parcelle car couper arbre par arbre ne ferait qu'attirer encore plus de scolytes, très sensibles à l'odeur du bois frais.